# Oldsmobile
«Oldsmobile» (Олдсмобіль) — марка автомобілів, яка велику частину від свого існування належала корпорації General Motors. Заснована Ренсомом Елі Олдсом в 1897 році і проіснувала до 2004 року. За свою 107-річну історію компанія виробила 35,2 мільйона автомобілів, з них близько 14 мільйонів — на своєму заводі в Лансингу. До моменту ліквідації була однією з найстаріших автомобільних марок.

## Історія

### Рання історія
Автомобілі Oldsmobile вперше були вироблені на заводі «Olds Motor Works» в Лансингу, штат Мічиган, заснованому Ренсомом Олдсом в 1897 році. 1901 року компанія випустила 425 автомобілів, ставши першим виробником бензинових автомобілів великого об'єму. Протягом декількох років «Olds Motor Works» була лідером в США за кількістю проданих автомобілів. В період фінансових складнощів Ренсом Олдс залишив компанію і заснував іншу, REO Motor Car Company. Останні автомобілі Olds були випущені в 1907 році, після чого компанію викупила корпорація General Motors в 1908 році.
В період з 1901 по 1904 роки модель Curved Dash була першим масово виробленим автомобілем, зібраним на першій автоматизованій збірній лінії, винахід якої помилково приписується Генрі Форду. Після того як Олдс продав свою компанію в 1899 році, вона змінила ім'я на Olds Motor Works, а завод переїхав в Детройт. До березня 1901 року компанія мала цілий модельний ряд, готовий до виробництва, однак через необережність робочого на заводі сталася пожежа, в результаті якої фабрика була повністю знищена, з нею ж загинули й всі готові прототипи. Єдиним вцілілим автомобілем став прототип Curved Dash, який був вивезений двома заводськими робочими після початку пожежі. Був побудований новий завод, на якому й почалось виробництво Curved Dash.
Офіційно автомобілі називались «Olds automobiles», однак в розмовній мові іменувались «Oldsmobiles». Це прізвище переважно відносилось до моделі Curved Dash і стало відомим завдяки популярній в 1905 році пісні «In My Merry Oldsmobile».
Модель 1910 року Limited Touring стала топовою для компанії. Маючи 42-дюймові колеса із «заводською» білою гумою, Limited був найпрестижнішою моделлю з лінійки Oldsmobile. Limited продавали за ціною $4,600, що відповідало вартості великого будинку з трьома спальнями. За свої гроші покупці отримували салон, оздоблений козлячою шкірою, 60-сильну рядну «шістку» об'ємом 11,58 л, стартер Bosch Magneto, підніжки і п'ятимісний салон. Як опції можна було також замовити спідометр, годинник і цільне лобове скло. Версія лімузин коштувала $5,800. За три роки було продано всього близько 725 автомобілів Limited, однак більше за все ця модель запам'яталась тим, що виграла гонку в знаменитого поїзда того часу «20th Century Limited».

### 1930-і
В період з 30-х по 40-і роки використовувались двоцифрові позначення для назв автомобілів Oldsmobile. Спочатку припускалось, що перша цифра буде означати розмір кузова, а друга — число циліндрів. Кузови були представлені розмірами 6, 7, 8 і 9, а двигуни — 6- і 8-циліндрові. Таким чином, автомобілі Oldsmobile могли мати назву з Oldsmobile 66 до Oldsmobile 98.
В 1937 році Oldsmobile стала першою компанією, яка представила чотирьохшвидкісну напівавтоматичну коробку передач, яка мала назву Automatic Safety Transmission незважаючи на те, що цей механізм насправді виробила компанія Buick (яка представила його тільки в 1938 році). Автомобілі з такою трансмісією мали звичайну педаль зчеплення, яку водій натискав перед тем як вибрати положення Low чи High. В положенні Low працювали 1-а і 2-а передачі, в положенні High — 1-а, 3-я і 4-а передачі.

### 1940-і
В 1940 році Oldsmobile стала першим автовиробником, який пропонував повністю автоматичну коробку передач «Hydramatic», яка мала 4 швидкості.
Останній довоєнний Oldsmobile покинув конвеєр 5 лютого 1942 року. Під час Другої світової війни виробництво Oldsmobile перевели на військові потреби, і на заводі збирались великокаліберні гармати й снаряди для них. Виробництво автомобілів відновилось 15 жовтня 1945 року з оновленою моделлю 1942 року, яка вироблялась до 1946 року.
Oldsmobile став першопрохідцем в 1949 році, коли представив свій перший мотор V8, названий «Rocket». Компонування двигуна значно відрізнялась від існуючих, бо в той час превалювали рядні «вісімки». Двигун видавав набагато більше потужності ніж його сучасники, і тому був неймовірно популярним серед хот-родів і гонщиків. Конструкція цього двигуна, з невеликими змінами, зберігалась до середини 60-х, коли з'явився новий V8 від Oldsmobile.

### 1950-і
Oldsmobile ввійшов в 50-і під знаком двигунів «Rocket» і машин, агрегатовані ним. «Rocket V8» був лідером за потужністю, і машини, оснащені ним, вважались найшвидшими. Протягом всіх 50-х випускали машини Oldsmobile, які стилістично відповідали темі «Rocket», мали велику радіаторну решітку і здвоєнні задні ліхтарі, своєю формою зобов'язані також стилю «Rocket». Oldsmobile першим з концерну General Motors випустив хардтоп в 1949 році, також Oldsmobile — один з перших відділів GM поряд з Buick і Cadillac, які почали випускати автомобілі з панорамним вітровим склом, яке стало загальною рисою для всіх американських автомобілів, які випускались з 1953 по 1964 роки.
В 1950-х номенклатура назв автомобілів модельного ряду Oldsmobile змінилась. До двоцифрового коду почали додавати слова, які позначали тип кузова. Так, Oldsmobile 88 отримав назву Oldsmobile Dynamic 88 і Oldsmobile Super 88 для базової і люксової версій відповідно. В назвах хардтопів з'явилось слово «Holiday», універсали маркувались як «Fiesta». Коли в 1999 році закрилось виробництво 88 моделі, це стало другим за тривалістю використання найменуванням автомобіля після Chrysler New Yorker.
Дизайн GM втратив статус «законодавця мод» в 1957 році, коли Chrysler представив дизайн «Forward Look» за авторством Вірджила Екснера. Основною проблемою для Oldsmobile і Buick стала дизайнерська помилка GM під назвою «Strato Roof». І Oldsmobile, і Buick виробляли моделі, які мали каркасні скла заднього виду, однак моделі з великими зігнутими задніми ліхтарями випускались все наступне десятиліття. Споживачі критикували дах і невдалі ліхтарі, заставляючи GM змінити дизайн деяких моделей, які випускав концерн.
Єдиним невдалим роком в 50-х для Oldsmobile став 1958 рік. Країна починала відчувати економічний спад після війни, і продажі автомобілів почали падати. Oldsmobile, Buick і Cadillac отримали від GM сильно оновлені брендові стилі. Oldsmobile планував випускати злегка перероблені в плані дизайну автомобілі, які мали спільні риси з попередниками, однак замість цього виник величезний, надмірно прикрашений хромованими деталями автомобіль.
На додачу, всі машини Oldsmobile 1958 року отримали глибоко перероблений дизайн передка, який включав в себе чотири головні фари. По боках проходили хромовані смуги, які починались від краю фар, дві смуги на звичайних 88-х, і 3 смуги на Super 88 (тонкі зверху і знизу і широка посередині), які закінчувались крапкою в середині кузова на 98-х. Низ заднього бампера мав широку штамповку у вигляді півкруга. Задні фари були обрамлені масивними хромованими деталями. Дизайнер-консультант компанії Ford Алекс Тремуліс (Alex Tremulis, автор дизайну Tucker Sedan 1948 року) висміяв Oldsmobile 1958 року за чотири горизонтальні смуги на задньому бампері, намалювавши карикатуру з музичними нотами на цих смужках.
Інший детройтський дизайнер, який працював на компанію Ford, купив вживаний Oldsmobile 1958 року на початку 60-х, переставив букви над решіткою радіатора таким чином, щоб замість «OLDSMOBILE» вийшло «SLOBMODEL» («неохайна модель») і в такому вигляді їздив кожен день на роботу, щоб нагадувати собі й своїм колегам, що означає «поганий» дизайн автомобіля в їхньому бізнесі.

### 1960-і
В 60-х позиція Oldsmobile в ієрархії GM (між Pontiac і Buick) покращилась. Значні досягнення, які включали в себе перший турбо двигун в 1962 році («Turbo Jetfire»), перший сучасний переднє-привідний автомобіль, вироблений в США (Oldsmobile Toronado 1966-го року), примітний своїм панорамним дахом універсал Vista Cruiser — все це дозволило компанії збільшити свій авторитет.

### 1970-і— 1980-і
Протягом 70-80-х продажі Oldsmobile досить сильно виросли (абсолютний максимум, зафіксований в 1985 році — 1 066 122 автомобілі) завдяки модному сучасному дизайну, позитивним відгукам у пресі й високій якості й надійності двигуна «Rocket V8». 1976 року автомобіль Oldsmobile Cutlass став найпродаванішим автомобілем в Північній Америці. До того часу Oldsmobile змістив з третьої позиції найпродаваніших марок Pontiac і Plymouth і міцно зайняв цю позицію вслід за Chevrolet і Ford. На початку 80-х продажі досягали 1 мільйона, чого до цього вдавалось добитись тільки Chevrolet і Ford. Зростаюча популярність автомобілів Oldsmobile викликала серйозні проблеми наприкінці 70-х. До того часу всі підрозділи GM виробляли власні двигуни V8, а в 1977 році Oldsmobile, Chevrolet, Pontiac і Buick розробили унікальні 5,7-літрові двигуни на заміну V8.
Протягом 1977 року виробництво Oldsmobile V8 не могло повністю забезпечити попит, і тому більшість Oldsmobile Delta 88 оснащувались 5,7-літровими двигунами Chevrolet. Широко обговорювалось, чи велика різниця якості й продуктивності цих двох двигунів, але одно було відомо напевне — ці два двигуни були цілком різними за конструкцією. Багато лояльних у відношенні до Oldsmobile покупців були націлені на покупку автомобіля саме з двигуном «Rocket V8», але виявляли, що на їхніх машинах встановлені зовсім інші двигуни тільки тоді, коли з'ясовувалось, що куплені ними запчастини не підходять до двигунів Chevrolet. Цей скандал став справжнім жахом для GM.
Після цього скандалу у всіх рекламних буклетах вказувалось, що «автомобілі Oldsmobile обладнані двигунами, виробленими різними підрозділами GM», і всі підрозділи GM брали з цього приклад і також розмістили подібну інформацію в своїх буклетах і брошурах. На додачу до того керівництво GM вирішило перестати асоціювати двигуни з конкретними виробниками, і по сьогоднішній день всі двигуни GM вироблені компанією «GM Powertrain» (GMPT).

### 1990-і
Після запаморочливого успіху початку 80-х стан Oldsmobile різко змінився, і до 1990 року марка втратила свої позиції на ринку, повернувшись в свою нішу між Pontiac і Buick. Замість власних автомобілів Oldsmobile став виробляти ребрендові моделі інших підрозділів GM, а право займатися власними розробками перейшло до Chevrolet і Pontiac. GM продовжував використовувати Oldsmobile час від часу для демонстрації нових футуристичних дизайнів і як «піддослідного кролика» для обкатки нових технологій, результатом чого стала поява Oldsmobile Toronado, який був обладнаний бортовим комп'ютером з календарем, щоденником і клімат-контролем. 1995 року Oldsmobile представив модель Aurora, яка мала показати напрям діяльності компанії в середині 90-х. Представлення цієї моделі послужило для GM поводом зробити Oldsmobile основним імпортером концерну. У зв'язку з цим змінився логотип Oldsmobile на відповідніший до фірмової «ракетної» теми. Поступово практично всі моделі Oldsmobile були зняті з виробництва. Їх усі замінили сучасніші моделі, які надихнула Aurora.

### 2000-і
Незважаючи на успіхи Oldsmobile в середині 90-х, зниження попиту на автомобілі марки дали GM привід оголосити в 2000 році про поступову ліквідацію бренду Oldsmobile. Це оголошення було зроблено через два дні після того, як Oldsmobile представила свою останню модель — джип Bravada, який за іронією став хітом продажів підрозділу.
Останні випущені 500 автомобілів моделей Alero, Aurora, Bravada, Silhoette і Intrigue отримали особливі шильдики, на яких було написано «Final 500». Всі 500 автомобілів були забарвлені в особливий колір — Dark Cherry Metallic. «Аврори» й «Інтриги» також комплектувались спеціальними брошурами «Final 500».
29 квітня 2004 року — останній день виробництва марки Oldsmobile. Останньою випущеною машиною став 4-дверний седан Alero GLS, на якому були підписи всіх працівників збірної лінії.